# 부이르호 전투
부이르호 전투는 1388년에 부이르호에서 명나라 군대와 북원 군대가 충돌한 사건을 가리킨다. 명나라 군대는 남옥 장군이 이끌었으며, 북원 군대는 당시 몽골의 칸이었던 퉁구스 테무르가 이끌었다. 명나라 군대는 이 전투에서 원나라 군대를 격파하였고, 수많은 사람들을 사로잡았다.

## 배경
명의 나하추 정벌이 순조롭게 끝난 것에 고무된 홍무제는 원나라의 잔존 세력들을 정벌하기 위하여 남옥 장군에게 몽골의 칸이었던 퉁구스 테무르를 상대로 싸울 것을 명령함에 따라 부이르호 전투가 일어나게 된다.

## 과정
1387년, 홍무제는 남옥 장군에게 몽골의 칸 퉁구스 테무르를 칠 것을 명령하였고, 남옥은 약 15만 명의 대군을 이끌고 원정에 나선다. 남옥 장군은 만리장성을 넘어 진군하였고, 이 곳에서 첩자를 통하여 테무르가 부이르호 인근에 진지를 차렸다는 소식을 전해듣게 된다. 이후 명나라 군대는 고비 사막 북쪽으로 계속 진군하였고, 결국 부이르호에 당도하게 된다.
그들이 부이르호에 거의 도착했음에도 불구하고 그 어떤 몽골 군대도 보지 못하자, 남옥 장군은 점차 불안해지기 시작했고 철군까지 고려하게 된다. 하지만 당시 남옥 장군의 부관이었던 왕비 장군이 아무 공적 없이 수도로 돌아가는 것은 어리석은 짓이라며 그를 만류했고, 이에 남옥 장군은 추가적인 수색 작업을 실시, 결국 부이르호 북쪽에 주둔하던 몽골 군대를 발견하게 된다. 그들은 어둠과 모래폭풍을 틈타 몽골군을 기습하였고, 명나라가 수많은 몽골 관료들과 병사들을 사로잡으며 승리를 거두었다.

## 전투 이후
홍무제는 승전보를 전해들은 이후, 남옥 장군을 한나라 시절의 명장 위청과 비견하며 크게 칭찬하였다. 남옥 장군은 이 공적으로 양국공(涼國公)에 봉해졌으며 태부(太傅)의 자리에 오르게 된다. 6명에 달하는 부관들이 장군으로 승진하였으며, 그 외 부관들도 막대한 하사품을 받았다.
기록에 의하면 이 전투로 퉁구스 테무르의 가족들 100명, 3000여 명에 달하는 왕자들, 77,000여 명에 달하는 남자와 여자들, 칸의 보물들을 확보하였다고 한다. 하지만 정작 퉁구스 테무르와 그의 장자는 전투 도중 도망쳤다고 한다. 퉁구스 테무르는 전투 도중 도망쳐 툴 강에 이르렀고, 그 곳에서 부관에 의해 살해당했다. 혹은 아리크부카의 5대손 이수데르 조리그투의 기습공격을 받고 살해되었다.